# The Broadway Album
The Broadway Album — студийный альбом Барбры Стрейзанд, вышедший 5 ноября 1985 года на лейбле Columbia Records. Альбом ознаменовал серьёзное изменение в карьере Стрейзанд. Начиная с альбома Stoney End 1971 года до Emotion 1984 года она записывала в основном поп-музыку, а также танцевальную и рок-музыку. В конце 1984 года она решила записать альбом с бродвейской музыкой, которая сделала её когда-то знаменитой. 13 января 1986 года альбом стал платиновым в США, а 31 января 1995 года — четырёхкратно платиновым. The Broadway Album был продан тиражом более 7,5 миллионов копий во всём мире. Релиз пластинки сопровождался показом специального телевизионного шоу о создании альбома — Putting It Together: The Making of the Broadway Album.

## Об альбоме
Стрейзанд рассказывала: «Одной из причин, по которой я записала The Broadway Album, было чувство, что я должна остановиться записывать песни, которые могут хорошо спеть любые другие исполнители, если даже не лучше… Я хотела сделать то, во что на самом деле верю. Это музыка, которую я люблю, благодаря которой я стала известной, это мои корни. Работа над Йентл ужасно утомила меня, я два года была без сил. Но как только, я решаю начать работу над каким-либо проектом, будь то кино или музыка, я становлюсь просто одержимой, мне неважно, как сильно я устала».
Проект The Broadway Album получил «зеленый свет» в конце 1984 года. Питэр Мац, давний друг и аранжировщик Стрейзанд, рассказывал: «Мы были у неё дома на Рождество, и она сказала, что у нее есть идея для нового проекта. Я всегда считал, что записать этот альбом было отличной мыслью». Вскоре после этого, Джон Питерс, менеджер Стрейзанд, послал сообщение Ли Солтерсу, её публицисту, в котором говорилось, что Барбра начала работу над новым проектом под названием Barbra on Broadway. Проект будет включать в себя двойной альбом с песнями из знаменитых бродвейских мюзиклов, разовый концерт, во время которого альбом возможно будет записан, последующая трансляция концерта на телевидении и продажа записи на видео-носителях. Впоследствии планы записать альбом вживую были отменены, а Барбра провела 8 месяцев в студии, записывая 17 песен.
Стрейзанд работала над частью песен со Стивеном Сондхаймом. Их сотрудничество началось с телефонного звонка в марте 1985 года и продолжилось летом, пока Стрейзанд была в Лос-Анджелесе, работая над альбомом. Со слов Барбры: «Я раздумывала о работе над „бродвейским“ альбомом многие годы. Когда я наконец решила записать его, я позвонила Стиву и сказала, что заинтересована в работе с ним над несколькими песнями. Мы совсем не знали друг друга, хотя я записывала его песню There Won’t Be Trumpets, которая, правда, осталась неизданной. Процесс работы с ним был достаточно волнующим, часто возникали моменты, когда мы просто кричали от радости по телефону».
Специально для Стрейзанд Сондхайм написал новую лирику для своей классической песни «Send in the Clowns». Стрейзанд рассказывала: «Я поющая актриса, которой нравится создавать маленькие драмы. И как актриса я не поняла последние слова в этой песне, ‘Well, maybe next year’, поэтому я попросила Стива, не против ли он, если я закончу песню словами ‘Don’t bother, they’re here’. Я не знала как он отреагирует, но он был добр. Он сказал, что многие люди спрашивали о значении этой песни —- теперь они точно должны понять это». В своей книге Finishing the Hat Сондхайм писал: «Барбра Стрейзанд —- исполнительница, которая любит анализировать каждое слово песни очень осторожно, которая всегда интересуется связью между тем или иным куплетом». Он отметил, что без драматичной сцены, которая сопровождает песню в мюзикле, в песне возникает эмоциональный недостаток. Когда Стрейзанд заметила это, Сондхейм согласился и решил добавить новый куплет. Сондхайм также изменил лирику песни «Putting It Together». В другой своей книге, Look I Made A Hat, он объяснял это решение: «Она попросила меня изменить только одно слово в одной из строчек —- с ‘I remember lasers are expensive’ на ‘I remember vinyl is expensive’ —- оставшийся текст бы соответствовал новому смыслу песни —- о звукозаписывающем бизнесе. Однако со временем я понял, что должен поменять текст песни, что должен сделать песню по-настоящему личной. Исполнение Барбры лишь доказало, что это решение стоило того».
Мац рассказывал, что Стрейзанд очень хотела записать ещё что-нибудь из «Порги и Бесс», однако все попытки оборачивались неудачей. Он также признавался, что они были готовы записать двойной альбом, но представители Columbia Records считали, что эта идея требует слишком больших денег. «Они не были слишком заинтересованы в этом проекте, так что идея двойного альбома была для них уже слишком», —- говорил Мац.
Песня «Adelaide’s Lament» не была изначально включена в релиз The Broadway Album на виниле. Для того, чтобы повысить продажи компакт-диска, который в 1985 году всё ещё считался новой технологией, лейбл решил добавить специальный бонус трек —- «Adelaide’s Lament».
Альбом был отмечен премией «Грэмми» за лучшее женское вокальное поп-исполнение и был номинирован в категории Лучший альбом года. Дэвид Фостер был награждён «Грэмми» за лучшую инструментальную аранжировку к вокальной песне («Somewhere»), а Мац представлен в этой же номинации с песней «Being Alive».
Часть песен, записанных для альбома, в его состав не вошли. Песня «I Know Him So Well» с мюзикла «Шахматы» была издана на компиляции 1991 года Just For the Record. Барбра отмечала, что песня не вошла в альбом по двум причинам: во-первых, премьера мюзикла на тот момент так и не состоялась, что делало песню неофициальной бродвейской мелодией, а во-вторых, Барбра считала, что песня звучала слишком «попсово», что выделяло её из контекста альбома. Мужской вокал на этом треке исполнил Ричард Пейдж из группы Mr. Mister. Барбра записала песню «Home» из «Виз» с поп-аранжировкой Маца, однако они остались недовольны финальной версией. Песня была издана в 2012 году на альбоме Release Me. На этом же альбоме была впервые издана «Being Good (Isn’t Good Enough)», записанная для The Broadway Album в июне 1985 года. Пол Джабара и Боб Эсти работали с Барброй над попурри из мюзикла Король и я. Финальная версия —- «I Have Dreamed» / «We Kiss in a Shadow» / «Something Wonderful» —- вышла на альбоме в пятиминутной версии. Изначально же была записана более длинная версия, с длительностью около 8 минут, включавшая песни «Shall We Dance» и «Hello, Young Lovers». Барбра была заинтересована в записи песен из мюзикла Цыганка, она долгое время работала над записью «Rose’s Turn», а затем над «Some People». Были также записаны песни «Finishing the Hat» и «Children and Art» из мюзикла Воскресенье в парке с Джорджем. Другие невышедшие записи —- «Show Me» из Моя прекрасная леди и «Unusual Way» и «Simple» из Девять. Барбра также импровизировала с различными аранжировками тех или иных песен с альбома, в том числе в специальном ТВ-шоу о записи альбома можно было услышать отрывок джазовой версии «Can’t Help Loving That Man of Mine». Стрейзанд работала также над новой записью «There Won’t Be Trumpets» / «A Quiet Thing» (впервые песня была записана в 1974 году для ButterFly) и «One Hand, One Heart», которая позже была перезаписана и включена в альбом Back to Broadway.
Фото для оформления альбома снял Ричард Корман в июле 1985 года в нью-йоркском театре «Плимут».

## Коммерческий успех
The Broadway Album дебютировал в чарте Billboard 200 с 59 места 23 ноября 1985 года, возглавив чарт 25 января 1986 года и оставаясь на вершине три недели. Альбом провел 50 недель в топ-200, 13 января 1986 года был сертифицирован как платиновый, а 31 января 1995 года — как четырёхкратно платиновый.
Первый сингл с альбома, «Somewhere», вышел в ноябре 1985 года. Somewhere дебютировал в Billboard Hot 100 с 86 места 14 декабря, достигнув в итоге 43 места и оставаясь в чарте 14 недель. Для песни было снято видео, которое было впервые продемонстрировано во время показа Putting It Together: The Making of The Broadway Album на ТВ. Клип снял Уильям Фридкин в Аполло. Второй сингл, «Send in the Clowns», вышедший в феврале 1986 года, в лучшую сотню не попал.

## Список композиций
1. «Putting It Together» (Stephen Sondheim) — 4:20
  - из Sunday in the Park with George
2. «If I Loved You» (Oscar Hammerstein II, Richard Rodgers) — 2:38
  - из мюзикла Carousel
3. «Something’s Coming» (Leonard Bernstein, Sondheim) — 2:55
  - из мюзикла West Side Story
4. «Not While I’m Around» (Sondheim) — 3:29
  - из мюзикла Sweeney Todd
5. «Being Alive» (Sondheim) — 3:23
  - from Company
6. «I Have Dreamed»/«We Kiss in a Shadow»/«Something Wonderful» (Hammerstein, Rodgers) — 4:50
  - из мюзикла The King and I
7. «Adelaide’s Lament» (Frank Loesser) — 3:25 (CD Bonus Track)
  - с Guys and Dolls
8. «Send in the Clowns» (Sondheim) — 4:42
  - из A Little Night Music
9. «Pretty Women»/«The Ladies Who Lunch» (Sondheim) — 5:09
  - из Sweeney Todd/Company
10. «Can’t Help Lovin' That Man» (Hammerstein, Jerome Kern) — 3:31
  - из Show Boat
11. «I Loves You, Porgy»/«Porgy, I’s Your Woman Now (Bess, You Is My Woman)» (George Gershwin, Ira Gershwin, DuBose Heyward) — 4:35
  - из Porgy and Bess
12. «Somewhere» (Bernstein, Sondheim) — 4:56
  - из West Side Story
13. «I Know Him So Well» (Tim Rice, Benny Andersson, Björn Ulvaeus) — 4:14 (2002 Bonus Track)
  - из мюзикла Chess

## Чарты
| Чарт (1985–1987)                 | Высшая позиция |
| -------------------------------- | -------------- |
| Австралия (Kent Music Report)    | 8              |
| Австрия (Ö3 Austria)             | 29             |
| Великобритания (UK Albums Chart) | 3              |
| Канада (RPM Top Albums/CDs)      | 11             |
| Нидерланды (Album Top 100)       | 8              |
| Новая Зеландия (RMNZ)            | 1              |
| США (Billboard 200)              | 1              |
| Швеция (Sverigetopplistan)       | 26             |
| Япония (Oricon)                  | 23             |

| Чарт (1986)                 | Позиция |
| --------------------------- | ------- |
| Великобритания (UK Albums)  | 43      |
| Канада (RPM Top Albums/CDs) | 51      |
| Нидерланды (Album Top 100)  | 59      |
| Новая Зеландия (RMNZ)       | 9       |
| США (Billboard 200)         | 12      |
| США (Cash Box)              | 13      |

## Сертификации
| Регион | Сертификация  | Продажи    |
| --- | ------------- | ---------- |
| Канада (Music Canada) | 2× Платиновый | 200 000^   |
| Новая Зеландия (RMNZ) | Платиновый    | 15 000^    |
| Великобритания (BPI) | Золотой       | 100 000^   |
| США (RIAA) | 4× Платиновый | 4 000 000^ |
| * Данные о продажах приведены только на основе сертификации. ^ Данные о тиражах приведены только на основе сертификации. |               |            |